# Star Trek Into Darkness
Star Trek Into Darkness és una pel·lícula de ciència-ficció estatunidenca del 2013 dirigida per J. J. Abrams i escrita per Roberto Orci, Alex Kurtzman i Damon Lindelof. És la dotzena entrega de la franquícia Star Trek i la seqüela de la pel·lícula del 2009 Star Trek, com la segona d'una sèrie de pel·lícules reinventades. Presenta Chris Pine repetint el seu paper com a capità James T. Kirk, amb Zachary Quinto, Simon Pegg, Karl Urban, Zoe Saldaña, John Cho, Anton Yelchin, Bruce Greenwood i Leonard Nimoy repetint els seus papers de la pel·lícula anterior. Benedict Cumberbatch, Alice Eve i Peter Weller també formen part del repartiment principal de la pel·lícula. Va ser l'última aparició cinematogràfica de Nimoy abans de la seva mort el 2015. Ambientada al segle XXIII, la pel·lícula segueix Kirk i la tripulació de l'USS Enterprise mentre són enviats al món natal dels klíngon a la recerca del terrorista John Harrison.
Després de l'estrena de Star Trek, Abrams, Burk, Lindelof, Kurtzman i Orci van acordar produir la seva seqüela. El rodatge va començar el gener de 2012. Els efectes visuals dInto Darkness van ser creats per Industrial Light & Magic de Lucasfilm. La pel·lícula va ser convertida a 3D durant la seva fase de postproducció.
Es va estrenar als Event Cinemas de Sydney, Austràlia, el 23 d'abril de 2013, i va ser estrenada als cinemes IMAX dels EUA el 15 de maig de 2013, i als cinemes de format estàndard l'endemà. Into Darkness va ser un èxit financer i va rebre ressenyes positives de la crítica. Els seus ingressos bruts de més de 467 milions de dòlars a tot el món l'han convertit en la pel·lícula més taquillera de la franquícia Star Trek. Va ser nominada als Millors efectes visuals als Premis Oscar de 2013. Va ser seguida per Star Trek Beyond el 2016.

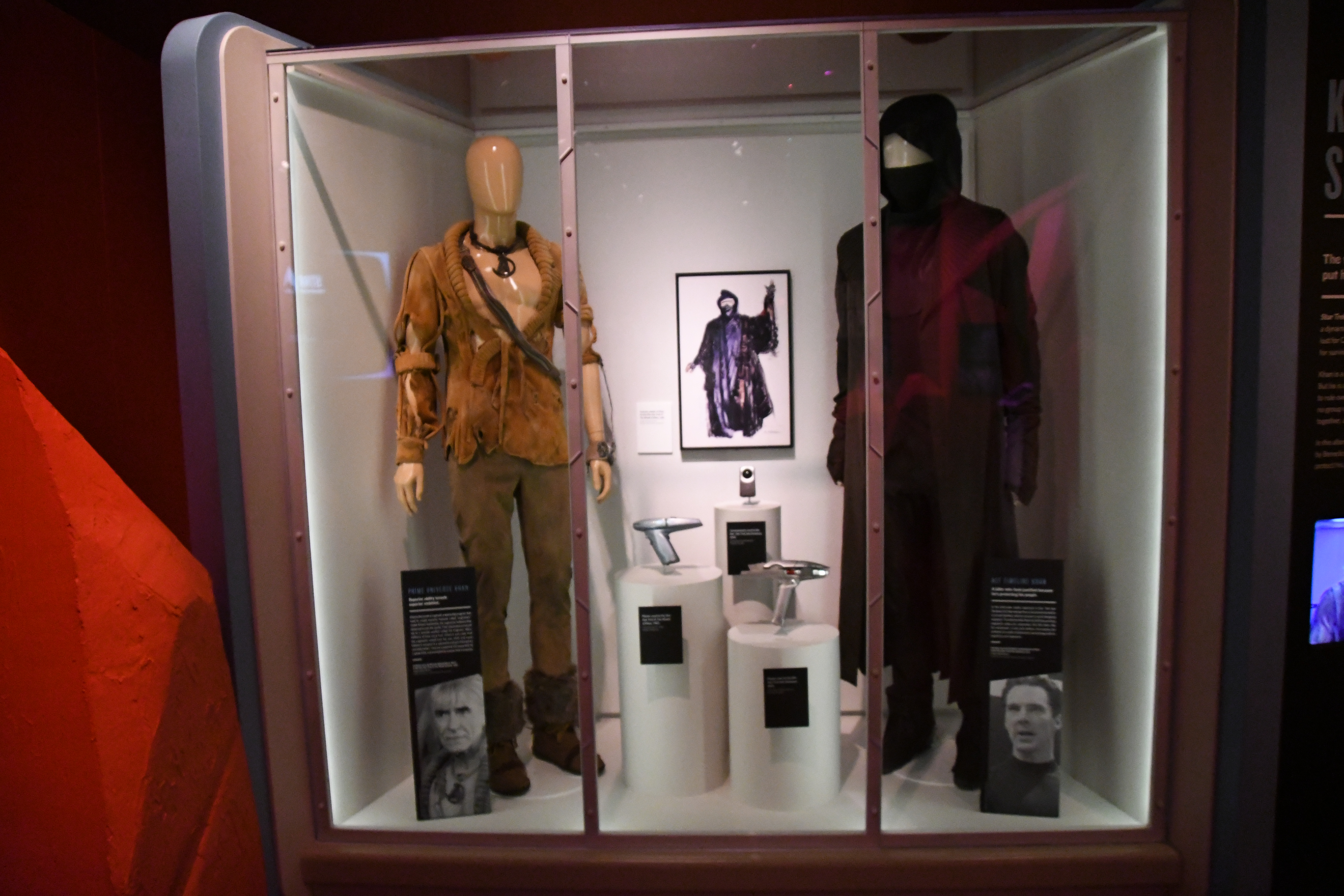
La vestimenta de Khan a la pel·lícula de 1982 i a la de 2013

## Argument
L'any 2259, el capità James T. Kirk és destituït del comandament de la nau estel·lar USS Enterprise per violar la Primera Directiva en revelar la nau als habitants primitius del planeta Nibiru per salvar-los, a ells i a Spock, d'una erupció volcànica catastròfica. L'almirall Christopher Pike és reincorporat com a oficial al comandament i Kirk és degradat a primer oficial. Spock és transferit a una altra nau. Poc després, l'oficial de la Flota Estel·lar Thomas Harewood, enviat pel comandant John Harrison, bombardeja una instal·lació de la Secció 31 a Londres. Durant una reunió d'emergència sobre la situació, Harrison utilitza una nau per emboscar i matar Pike i altres oficials superiors, abans de transportar-los a Kronos, el món natal dels klíngon hostils.
L'almirall Alexander Marcus reincorpora Kirk i Spock a l' Enterprise amb ordres de matar Harrison utilitzant un nou torpede furtiu de llarg abast. L'enginyer en cap Montgomery Scott s'oposa a permetre torpedes no provats a bord sense conèixer les seves especificacions; quan és rebutjat, dimiteix. Kirk assigna Pavel Chekov per substituir Scotty. De camí a Kronos, les capacitats de curvatura de l'Enterprise es desactiven. Kirk lidera un equip amb Spock i Uhura al planeta, on les patrulles klíngon els embosquen. Harrison apareix i mata els klíngons. Harrison es rendeix quan s'assabenta del nombre precís de torpedes a bord de l'"Enterprise".
El doctor Leonard McCoy i la filla de Marcus, la Dra. Carol Marcus obren un torpede a instàncies de Harrison, , revelant que els torpedes contenen humans congelats criònicament. Harrison és portat al bergantí de lEnterprise, on revela la seva veritable identitat com a Khan Noonien Singh, un superhumà modificat genèticament que va ser despertat per l'almirall Marcus després de segles de son i obligat a desenvolupar armes avançades després d'amenaçar de matar la seva tripulació, a qui va introduir de contraban als torpedes. Khan revela que Marcus va sabotejar el motor de curvatura de lEnterprise, amb la intenció que els klíngons destruïssin la nau després que disparés contra Kronos, cosa que va desencadenar una guerra amb l'Imperi Klíngon. Khan també dóna a Kirk un conjunt de coordenades, que Kirk demana a Scott que investigui. Scott descobreix que les coordenades condueixen a unes instal·lacions clandestines de la Flota Estel·lar.
LEnterprise és interceptada per una nau de guerra molt més gran de la Flota Estel·lar, l'USS Vengeance, comandada per l'almirall Marcus. Marcus exigeix que Kirk lliuri Khan, però lEnterprise fuig a la Terra per exposar-lo. Després que la «Vengeance» inutilitzi l'«Enterprise» a prop de la Lluna, la Carol revela la seva presència a bord de l'«Enterprise» per aturar l'atac. Marcus transporta per la força la Carol a la «Vengeance» abans d'ordenar la destrucció de l'«Enterprise». La «Vengeance» perd energia després de ser sabotejada per Scott, que s'ha infiltrat a la nau. Amb els transportadors avariats, Kirk i Khan, amb el coneixement d'aquest últim sobre el disseny de la nau de guerra, fan un salt espacial a la «Vengeance». Mentrestant, Spock contacta amb el seu futur jo a Nou Vulcà, que li explica la seva trobada amb Khan i li adverteix que no es pot confiar en ell. Després de lluitar fins al pont, Khan domina Kirk, Scott i Carol, mata Marcus i pren el control de la «Vengeance».
Khan exigeix a Spock que li retorni la seva tripulació congelada a canvi dels oficials de l'«Enterprise». Spock obeeix, després que McCoy hagués tret subreptíciament la tripulació congelada de Khan dels torpedes prèviament. Quan Khan comença a disparar a l'"Enterprise", Spock detona els caps nuclears, paralitzant la nau. Ambdues naus queden atrapades per la gravetat terrestre i cauen en picat cap a la superfície. Kirk entra a la cambra del reactor radioactiu de l'"Enterprise" per realinear el nucli de curvatura, sacrificant-se per salvar la nau.
Khan estavella la "Vengeance" a San Francisco en un intent de destruir la seu de la Flota Estel·lar, mentre McCoy descobreix que la sang de Khan té propietats regeneratives que poden salvar Kirk. Un Spock venjatiu persegueix Khan per la ciutat, i els dos s'enfronten a un combat cos a cos. Mentre Spock es prepara per matar Khan, Uhura es teletransporta i l'atura, revelant que ell és la seva única oportunitat de salvar Kirk. La sang de Khan reviu Kirk, i Khan és segellat a la seva càpsula criogènica i emmagatzemat amb els seus compatriotes. Un any més tard, Kirk parla a la cerimònia de reinauguració de l' Enterprise. La tripulació de l' Enterprise s'embarca en una missió exploratòria de 5 anys de durada.

## Repartiment
- Chris Pine com a Capità James T. Kirk, capità de la nau estel·lar Enterprise.
- Zachary Quinto com a Comandant Spock, primer oficial i oficial científic. Leonard Nimoy fa un cameo com a Spock Primer.
- Karl Urban com a Dr. Leonard "Bones" McCoy, oficial mèdic en cap.
- Zoe Saldaña com a Tinent Nyota Uhura, oficial de comunicacions.
- Simon Pegg com a Tinent comandant Montgomery "Scotty" Scott, enginyer en cap.
- John Cho com a Tinent Hikaru Sulu, timoner.
- Benedict Cumberbatch com a Khan Noonien Singh, un superhumà modificat genèticament a qui se li ha donat la falsa identitat del comandant John Harrison.
- Anton Yelchin com a Alferes Pavel Chekov, navegador i substitut temporal de Scott com a enginyer en cap.
- Bruce Greenwood com a almirall Christopher Pike, predecessor de Kirk com a capità de l' Enterprise i mentor.[7]
- Peter Weller com a Almirall de la Flota Estel·lar Alexander Marcus, pare de Carol.
- Alice Eve com a Dra. Carol Marcus,[8] una oficial científica que utilitza el pseudònim Carol Wallace per abordar l'Enterprise.
- Noel Clarke com a Thomas Harewood, un oficial de la Flota Estel·lar que treballa dins de la Secció 31 que és subornat per Khan per fer explotar les instal·lacions.
- Nazneen Contractor com a Rima Harewood, l'esposa de Thomas

Altres membres de la tripulació de l'Enterprise inclouen Amanda Foreman com a alferes Brackett, Jay Scully com a tinent Chapin, Jonathan Dixon com a alferes Froman, Aisha Hinds com a oficial de navegació Darwin i Joseph Gatt com a oficial científic 0718. Deep Roy i Jason Matthew Smith reprenen els seus papers com a Keenser i Hendorff de la primera pel·lícula. Anjini Taneja Azhar, Nolan North, i Sean Blakemore també apareixen a la pel·lícula, amb Azhar com a Lucille Harewood, la filla malalta terminalment de Thomas Harewood; North interpretant una timonera del "Vengeance"; i Blakemore interpretant un klíngon. Heather Langenkamp interpreta Moto, un personatge que descriu com un petit paper, i Ser'Darius Blain apareix com a camisa vermella. El fill del director J.J. Abrams, Henry, i la seva filla Gracie apareixen com a extres durant la seqüència en què el Vengeance s'estavella a San Francisco.

## Producció

### Desenvolupament
El juny de 2008, es va informar que Paramount Pictures estava interessada a fitxar J. J. Abrams, Bryan Burk, Damon Lindelof, Alex Kurtzman i Roberto Orci, els productors de la pel·lícula Star Trek del 2009, per a una seqüela. El març de 2009, es va informar que aquests cinc productors havien acceptat produir la pel·lícula, amb un guió escrit de nou per Orci i Kurtzman (amb l'addició de Lindelof). Es deia que un guió preliminar estaria acabat per Nadal del 2009 per a un llançament el 2011. Kurtzman i Orci van començar a escriure el guió el juny de 2009, amb la intenció original de dividir la pel·lícula en dues parts. Leonard Nimoy, l'Spock original que interpreta una versió antiga del personatge a la pel·lícula del 2009, va dir que no apareixeria a la pel·lícula. Segons sembla, Abrams estava considerant William Shatner per a un dels personatges de la seqüela.
El 2010 es va establir la data de llançament del 29 de juny de 2012, amb Lindelof anunciant que havia començat a treballar en el guió amb Kurtzman i Orci. La preproducció estava prevista per al gener de 2011, tot i que Burk va dir que el rodatge real probablement començaria durant la primavera o l'estiu. L'actor Zachary Quinto va dir més tard que aquests informes eren falsos. Lindelof va comparar la seqüela amb El cavaller fosc.
Abrams, Kurtzman, i Orci van dir que seleccionar un dolent era difícil; segons Abrams, "l'univers que va crear Roddenberry és tan vast que és difícil dir que una cosa en particular destaqui". També van discutir la possibilitat de Khan Noonien Singh i klíngons. Kurtzman i Lindelof van dir que havien "trencat" la història (creat un esquema); en lloc d'una seqüela, serà una pel·lícula independent. Abrams va admetre el desembre de 2010 que, malgrat els seus millors esforços, encara no hi havia cap guió.
El gener de 2011, Abrams va dir que no havia decidit si dirigiria o no, ja que encara no havia vist cap guió. Paramount Pictures es va acostar a ell i li va demanar que la seqüela fos en 3D. Abrams va dir que la pel·lícula no es rodaria en 3D, sinó que es filmaria en 2D i es convertiria durant la postproducció. També estava interessat en filmar en IMAX: "L'IMAX és el meu format preferit; Sóc un gran fan." Al febrer, Orci va tuitejar que ell (amb Lindelof i Kurtzman) tenia previst lliurar el guió al març del 2011. Tot i que el guió no es va acabar a temps, Paramount va començar a finançar la preproducció; circumstàncies similars a la següent pel·lícula de Jack Ryan van significar que Chris Pine filmaria primer la seqüela de Star Trek. A l'abril, Orci va dir a la WonderCon que el primer esborrany del guió s'havia completat. Abrams va dir a MTV que quan acabés la seva pel·lícula, Super 8, centraria tota la seva atenció en el Seqüela de Trek.
Tot i que es va completar un guió, la incertesa sobre l'abast de la participació d'Abrams va fer que la pel·lícula s'ajornés sis mesos respecte a la seva estrena prevista per al juny de 2012. Altres factors que van impedir l'estrena, i que van acabar endarrerint-la encara més, van ser l'alt pressupost i la dificultat general de trobar actors que encaixessin amb els papers. Al juny, Abrams va confirmar que el seu proper projecte seria la seqüela, i va assenyalar que preferia que la pel·lícula fos bona que a punt per a la data d'estrena prevista. Simon Pegg, que interpretabs Scotty, va dir en una entrevista que pensava que el rodatge començaria durant la darrera part de l'any Abrams va declarar que prioritzaria la història i els personatges de la pel·lícula per sobre d'una data d'estrena anticipada. Al setembre, Abrams va acceptar dirigir la pel·lícula, amb el repartiment de la pel·lícula anterior repetint els seus respectius papers per a una estrena a l'hivern de 2012 o a l'estiu de 2013. A l'octubre, Orci va dir que la cerca d'exteriors estava en marxa, i una sèrie de còmics (de la qual Orci seria el director creatiu) "presagiaria" la pel·lícula. Into Darkness va rebre una data d'estrena revisada del 2013, i Michael Giacchino va confirmar que tornaria a compondre la banda sonora.
Lindelof va dir que Khan era considerat un personatge que havien de fer servir en algun moment, atès que "té una gravetat tan intensa a l'univers de Trek, que probablement hauríem gastat més energia NO posant-lo en aquesta pel·lícula que al revés". Finalment es van afegir referències a Star Trek 2: La còlera del Khan al guió, però Lindelof, Orci i Kurtzman "sempre van ser cautelosos amb la línia entre 'homenatge reimaginat' i 'copia directa'". Orci i Kurtzman van dir que volien una pel·lícula que funcionés per si sola i com a seqüela, sense utilitzar idees d'obres anteriors de "Star Trek" simplement "perquè penses que a la gent li encantarà". Orci va assenyalar que, quan intentava crear les "imatges gegantines" que requeria un èxit de taquilla d'estiu, Kurtzman va suggerir una escena on l' "Enterprise" sorgia de l'oceà. Amb això com a punt de partida, ells (i Lindelof) van idear l'obertura freda a Nibiru, que barrejava acció i comèdia i estava aïllada de la història principal en un homenatge a A la recerca de l'arca perduda.
Segons sembla, s'havia buscat l'actor Benicio del Toro com a dolent, i s'havia reunit amb Abrams per discutir el paper; tanmateix, més tard es va retirar. El 2011, Alice Eve i Peter Weller van acordar els seus papers. L'actor de Doctor Who Noel Clarke va acceptar un paper desconegut, i es diu que és "un home de família amb una dona i una filla petita". Demián Bichir va fer una audició per al paper de dolent, però tal com va informar Variety el 4 de gener de 2012, Benedict Cumberbatch va ser escollit.

### Rodatge
Into Darkness va començar la fotografia principal el 12 de gener de 2012, amb una data d'estrena prevista per al 16 de maig de 2013. El director de fotografia Dan Mindel va rodar la pel·lícula utilitzant una combinació de càmeres anamòrfiques de 35 mm i càmeres IMAX de 15 perforacions. Uns 30 minuts de la pel·lícula estan rodats en format IMAX, mentre que algunes altres escenes també es van rodar en 8 perforacions 65mm. Into Darkness es va estrenar en 3D. El 24 de febrer de 2012, van aparèixer imatges del plató del personatge de Benedict Cumberbatch en una baralla amb Spock. Edgar Wright va dirigir una presa de la pel·lícula.
La producció va acabar al maig 2012.
El rodatge es va fer a Los Angeles, Califòrnia, i als voltants del Laboratori Nacional Lawrence de Livermore a Livermore. Altres ubicacions van ser els Paramount Studios a Hollywood, els Sony Pictures Studios a Culver City, la Crystal Cathedral a Garden Grove i la Greystone Mansion a Beverly Hills. Algunes imatges es van fer a Islàndia.
Marc Okrand, el desenvolupador de la llengua klíngon, va proporcionar assessorament als diàlegs klíngon durant el rodatge per part d'experts en llenguatge construït. El diàleg no tenia sentit cohesionat després de l'edició i, per tant, es van construir i doblar nous diàlegs durant la postproducció.

### Títol
El 10 de setembre de 2012, Paramount va confirmar el títol de la pel·lícula com a Star Trek Into Darkness. Abrams havia indicat que, a diferència d'algunes de les primeres pel·lícules de la franquícia, el seu segon «Star Trek» no inclouria un número al títol. Aquesta decisió es va prendre per evitar repetir la numeració de les seqüeles que començava amb Star Trek 2: La còlera del Khan, o fer un salt confús de Star Trek  a Star Trek 12. Lindelof va abordar la dificultat de l'equip per posar-se d'acord sobre un títol: "Hi ha hagut més converses sobre com l'anomenarem que quan vam començar a rodar-la... No hi ha cap paraula que vagi després dels dos punts després de "Star Trek", això mola. No és que "Star Trek: Insurrection" o "First Contact" no siguin bons títols, és que tot allò que rebutja la gent quan es tracta de "Trek" està representat pels dos punts". Dels títols proposats, va bromejar dient que preferia Star Trek: Transformers 4 perquè el títol està "tècnicament disponible".

## Temes
El 10 de maig de 2013, Cho, Pegg i Eve van ser entrevistats al programa The Bob Rivers Show per promocionar la pel·lícula. Rivers va preguntar sobre el títol: "El títol Star Trek Into Darkness indica algun tipus de gir ominós, evidentment". Eve va suggerir que Pegg parlés del tema del terrorisme, i Pegg va accedir: "Crec que és una pel·lícula molt actual, i reflecteix certes coses que passen pels nostres caps en aquest moment; aquesta idea que el nostre enemic podria estar caminant entre nosaltres, no necessàriament a l'altra banda d'un oceà, ja saps. John Harrison, el personatge de Benedict Cumberbatch, és ambigu, saps? Nosaltres [els personatges de la pel·lícula] no sabem a qui donar suport. De vegades, Kirk, sembla que actua exactament de la mateixa manera que ell [Harrison]. Tots dos estan motivats per la venjança. I l' "Into Darkness" del títol és menys una idea d'aquesta nova tendència de tractaments seriosos, d'una mena de "tot ha de ser una mica sever", d'històries essencialment infantils. Es tracta més de la indecisió de Kirk." Cho va estar d'acord amb la caracterització del capità Kirk: "És la seva crisi de lideratge".
L'escena crucial cap al final, quan Kirk entra a la cambra del reactor, serveix com a inversió de rols d'una escena crucial similar a Star Trek 2: La còlera del Khan.
Originalment concebut com una recreació d' El cor de les tenebres de Joseph Conrad, Kurtzman i Orci va definir el tema principal d'"Into Darkness" com "fins a on arribarem per venjar-nos i fer justícia a un enemic que ens espanta. Fins a quin punt hem de forçar els nostres valors?" Van afegir que fugir dels valors personals és una lluita personal, on "la sang de l'enemic és dins nostre; som l'enemic. No hi hem de sucumbir; som iguals".

## Música
El compositor Michael Giacchino va compondre la música incidental. Into Darkness va ser la quarta col·laboració cinematogràfica de Giacchino amb Abrams, que incloïa Star Trek (2009). La banda sonora de la pel·lícula es va enregistrar al Sony Scoring Stage de Culver City, Califòrnia, del 5 de març al 3 d'abril de 2013. L'àlbum de la banda sonora es va publicar digitalment el 14 de maig de 2013, i es va posar a disposició el 28 de maig a través de Varèse Sarabande. La partitura conté el tema de Star Trek original d'Alexander Courage.
El 24 d'abril de 2013 es va anunciar que el cantant britànic Bo Bruce i el compositor irlandès Gary Lightbody de Snow Patrol havien col·laborat en una cançó per a la banda sonora de la pel·lícula titulada "The Rage That's In Us All". El compositor i productor australià Robert Conley va coescriure una cançó amb Penelope Austin, "The Dark Collide".
El 28 de juliol de 2014 es va publicar un àlbum de la banda sonora ampliada, limitat a 6.000 còpies.

### Gires promocionals
El repartiment (excepte Anton Yelchin, Bruce Greenwood i Peter Weller) van participar en les jornades de premsa del maig de 2013. El 7 de maig, Pegg va aparèixer al Jimmy Kimmel Live!. El 8 de maig, Quinto va ser entrevistat al programa Late Night with Jimmy Fallon. El 10 de maig, Cumberbatch el va seguir (que va dir a Fallon que els seus fans s'anomenen "Cumberbitches"; Fallon va respondre que els seus s'anomenen "FalPals") i el 17 de maig per Saldaña. Saldaña va dir que va pressionar Abrams durant quatre anys: "Si fem una seqüela, Uhura ha de ser genial". El 9 de maig, Cumberbatch va aparèixer al Late Show with David Letterman.
El 10 de maig, Cho, Pegg i Eve van tenir una entrevista de ràdio a The Bob Rivers Show. Van discutir la possibilitat d'aproximar-se a un conjunt d'obres ja dominades per una generació anterior d'actors, acordant que romandrien amb la franquícia mentre durés. Aquella nit, Chris Pine va aparèixer al Late Show with David Letterman; Letterman va mostrar una broma de robots en una pel·lícula en blanc i negre abans de mostrar un clip d'Into Darkness. Pine va dir que havia d'engreixar-se per al paper del capità Kirk.
Una història explicada pels membres del repartiment durant la promoció es referia a una broma al plató inicialment ideada per Pegg, que més tard va notar que es va desproporcionar. Mentre filmaven a la National Ignition Facility, Pegg i Pine (amb l'ajuda de l'equip) van enganyar els actors que arribaven fent-los creure que hi havia "radiació ambiental" al lloc i que havien de posar-se "crema de neutrons" per evitar cremar-se. Van enganyar Cumberbatch perquè signés un comunicat (que havia de delatar la broma, però el va signar sense llegir-lo), mentre que Urban i Cho van ser enganyats per gravar un anunci de servei públic sobre la necessitat de crema de neutrons.
El 13 de maig, Abrams va aparèixer a The Daily Show with Jon Stewart, i el 16 de maig, Pine va aparèixer a The Ellen DeGeneres Show. El 14 de maig, Abrams, Zachary Quinto, Pine i Alice Eve van aparèixer a Vetxerni Urgant (Вечерний Ургант) a Rússia.

## Llançament

### Màrqueting
Com a part d'un concurs que Abrams va dissenyar després del llançament de Super 8 (2011), el premi per respondre una sèrie de preguntes serien papers secundaris per a dues persones a Into Darkness. Va estrenar tres fotogrames de la pel·lícula a Conan el 4 d'octubre de 2012, mostrant el que va descriure com Spock "en un volcà, amb aquest vestit boig". El pòster oficial de la pel·lícula es va estrenar dos mesos després, el 3 de desembre de 2012, i mostra una figura misteriosa (que es creu que és el dolent de Benedict Cumberbatch) dret sobre una pila de runes en flames, observant el que sembla ser un Londres malmès; rstà dret en un forat amb la forma de la insígnia de la Flota Estel·lar, sortit del costat d'un edifici.
Es van mostrar uns nou minuts de la seqüència inicial abans de les presentacions en IMAX de El hòbbit: Un viatge inesperat, que es va estrenar als Estats Units el 14 de desembre de 2012. Alice Eve, Cumberbatch i Burk van presentar el pròleg d'IMAX a Londres, Anglaterra, el 14 de desembre. El 17 de desembre es va publicar un tràiler de dos minuts a iTunes Movie Trailers. El tràiler va marcar l'inici d'una campanya de màrqueting viral, amb un enllaç ocult que dirigia els fans a un lloc web relacionat amb la pel·lícula. Un tràiler de 30 segons es va estrenar el 3 de febrer de 2013 durant el tall de llum a l'estadi de la Super Bowl XLVII. El mateix dia, Paramount va llançar aplicacions per a Android, iPhone i Windows Phone que permetien als usuaris desbloquejar entrades per a les sessions dos dies abans de la data d'estrena de la pel·lícula.
El 21 de març de 2013 es va publicar un tràiler internacional amb una URL incrustada que revelava un pòster internacional només en línia. El 8 d'abril, Paramount va publicar el darrer tràiler internacional amb només el personatge de Benedict Cumberbatch.
El 12 d'abril de 2013, iTunes Movie Trailers va revelar el tràiler nacional final de la pel·lícula "Star Trek Into Darkness" amb l'USS "Enterprise", i va anunciar que el tràiler nacional final dels Estats Units es publicaria el 16 d'abril. En els dies previs al llançament del tràiler, es van publicar pòsters de personatges amb Kirk, Spock, Uhura i Harrison a iTunes.
Paramount va intentar ampliar l'atractiu de la pel·lícula al públic internacional, una àrea on «Star Trek» i altres pel·lícules de ciència-ficció generalment havien tingut un rendiment deficient. Into Darkness es va dedicar als veterans posteriors a l'11 de setembre. J.J. Abrams està connectat amb The Mission Continues, i una secció del lloc web de la pel·lícula està dedicada a aquesta organització.

### Cinematogràfic

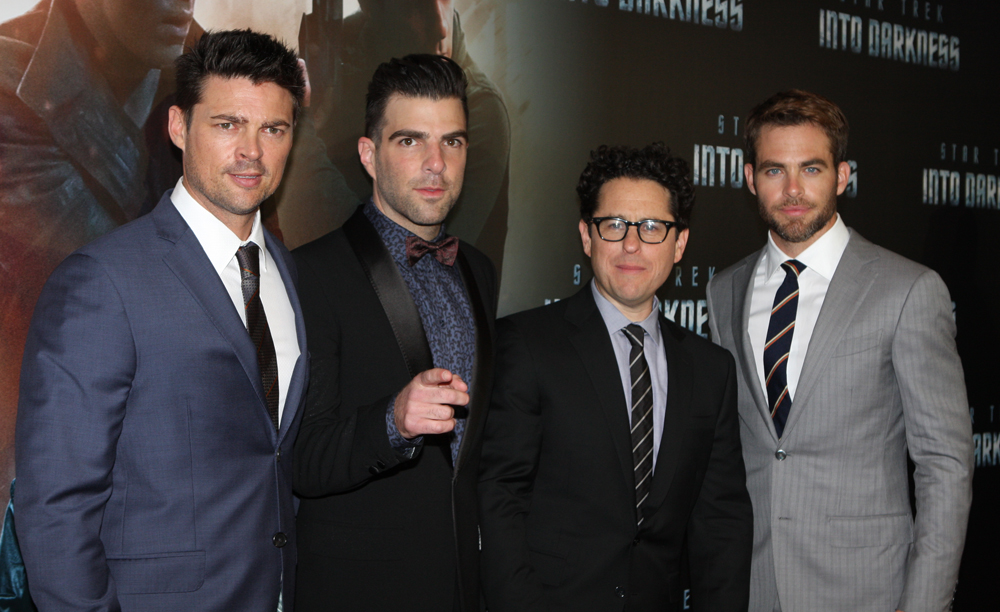
Karl Urban, Zachary Quinto, J. J. Abrams, i Chris Pine a l'estrena australiana de la pel·lícula a l'abril de 2013

Dolby Laboratories i Paramount van anunciar que Star Trek Into Darkness s'estrenaria en Dolby Atmos, amb Andy Nelson i Anna Behlmer encarregant-se de la mescla amb la supervisió de Ben Burtt i Matthew Wood a Skywalker Sound de Lucasfilm. La pel·lícula es va estrenar el 9 de maig de 2013 als mercats internacionals i el 16 de maig de 2013 als Estats Units.

### Mitjans domèstics
Star Trek Into Darkness es va publicar com a descàrrega digital el 20 d'agost de 2013. Es va publicar per primera vegada en DVD, Blu-ray i Blu-ray 3D al Regne Unit el 2 de setembre i als Estats Units i Canadà el 10 de setembre.
A Amèrica del Nord, el llançament es va dividir en diverses exclusives per a minoristes. El minorista Best Buy tenia una edició exclusiva en Blu-ray amb 30 minuts de contingut addicional. L'edició Blu-ray de Target també tenia 30 minuts de contingut addicional que és diferent del de Best Buy. La versió del minorista en línia iTunes inclou comentaris d'àudio de la pel·lícula que no estan disponibles a les exclusives per a minoristes. Una col·lecció d'escenes eliminades estava disponible exclusivament a través de l'aplicació de segona pantalla Xbox SmartGlass juntament amb el llançament de la pel·lícula per a Xbox Video.
La divisió de les funcions especials entre diversos minoristes ha rebut crítiques dels fans. En particular, l'editor de The Digital Bits, Bill Hunt, va remarcar que "agafar la meitat o més de les característiques especials en disc creades per a un llançament important de Blu-ray i llançar-les al vent com a exclusives per a minoristes, obligant així els vostres clients a fer una despesa més cara és, ho sento, absolutament indignant. De debò, si Paramount tractarà els seus clients de Blu-ray així, hauria de deixar el negoci completament. O millor encara, cedir tots els seus títols a tercers que tractaran aquestes pel·lícules i els clients de Blu-ray en general amb més cura i respecte". Setmanes després de publicar el seu article, el mateix Hunt va ser convidat per Paramount a parlar sobre el tema de regalar els continguts especials de la pel·lícula a diferents socis minoristes. Va suggerir "[preparar] la veritable edició especial que s'hauria d'haver lliurat des del principi, amb tots els extres que es van escampar per diferents minoristes, incloent-hi els comentaris d'àudio millorats, a més de contingut completament nou només per a aquest llançament... [i] considerar oferir la versió IMAX de la pel·lícula..."

## Recepció

### Taquilla
Into Darkness va recaptar 13,5 milions de dòlars el dia de la seva estrena als Estats Units i al Canadà, inferior als 30,9 milions de dòlars de Star Trek. La pel·lícula va recaptar 21,6 milions de dòlars el divendres següent, també per sota dels guanys de la seva predecessora quatre anys abans (26 milions de dòlars). Va recaptar 70,6 milions de dòlars durant el cap de setmana d'estrena, acabant al primer lloc de taquilla dels Estats Units (per sobre de El gran Gatsby i Iron Man 3). Els ingressos totals del cap de setmana van ser de 84,1 milions de dòlars, incloent-hi els ingressos de les primeres emissions. Tot i que aquests eren inferiors als ingressos de taquilla previstos per Paramount, el vicepresident de l'estudi Rob Moore va dir que estava "extremadament satisfet" amb el rendiment de la seqüela.
Diverses setmanes després de l'estrena, la pel·lícula va recaptar 147 milions de dòlars a la taquilla estrangera, superant els ingressos internacionals totals de la seva predecessora. Into Darkness va arribar al primer lloc de la taquilla xinesa amb una recaptació de 25,8 milions de dòlars, triplicant els ingressos totals de la pel·lícula anterior durant el seu cap de setmana d'estrena. Star Trek Into Darkness va acabar la seva temporada als cinemes nord-americans el 12 de setembre de 2013, amb una recaptació total de 228.778.661 dòlars, cosa que la situa com l'onzena pel·lícula més taquillera del 2013. Va recaptar 467.365.246 dòlars a tot el món, cosa que la va situar en el 14è lloc del 2013 i la va convertir en la pel·lícula més taquillera de la franquícia.
Scott Mendelson de Forbes sosté que el rendiment de taquilla de la pel·lícula va ser el resultat de la incapacitat de Paramount per vendre els components bàsics de la història de la pel·lícula i la inclusió de Khan "per poca raó més enllà de la comercialització i després va passar l'any següent aproximadament mentint a tothom i afirmant que el dolent no hi era a la pel·lícula[…] Sense elements de valor afegit per vendre, Paramount es va veure obligada a crear una campanya genèrica basada en Benedict Cumberbatch com a "Dolent Genèric", de manera que l'emoció mai va disminuir.  […] Això reforçava la idea que simplement retenir elements bàsics de la història equival a prometre girs argumentals impressionants […] i va fer que els fans i els cinèfils en general estiguessin menys entusiasmats amb Star Trek 2 que fa quatre, tres o fins i tot dos anys." Calculant totes les despeses, Deadline Hollywood va estimar que la pel·lícula va obtenir un benefici de 29,9 milions de dòlars.

### Resposta crítica
A Rotten Tomatoes, la pel·lícula té una qualificació d'aprovació del 84% basada en 297 crítiques, amb una qualificació mitjana de 7,4/10. El consens del lloc web diu: "Visualment espectacular i plena d'acció, Star Trek Into Darkness és una entrega sòlida com una roca de la venerable franquícia de ciència-ficció, fins i tot si no és tan fresca com la seva predecessora." A Metacritic, la pel·lícula té una mitjana ponderada puntuació de 72 sobre 100, basada en 43 crítics, que indica "crítiques generalment favorables". El públic enquestat per CinemaScore va donar a la pel·lícula una qualificació mitjana de "A" en una escala d'A+ a F.
Els crítics la van qualificar d'"aventura emocionant" i "una fascinant aventura d'acció a l'espai". L'actuació de Cumberbatch va rebre elogis de la crítica, i Peter Travers, de Rolling Stone, la va qualificar de "tour de force a tenir en compte" i el seu personatge de "un vilà d'època". Joe Neumaier del Daily News de Nova York va escriure que Cumberbatch va interpretar "un dels millors vilans d'èxit de taquilla dels darrers temps". Jonathan Romney de The Independent va destacar la veu de Cumberbatch, dient que era "tan sepulcralment ressonant que podria haver estat sintetitzada a partir dels timbres combinats" d'Ian McKellen, Patrick Stewart, i Alan Rickman fent un concurs d'elocució al fons d'un pou". The New York Times va elogiar la seva presència a la pantalla: "Fusiona el carisma byronic amb una intel·ligència impacient i imperiosa que sembla elevar el coeficient intel·lectual ambiental sempre que surt a la pantalla".
Tanmateix, no totes les crítiques van ser positives; The Independent va dir que la pel·lícula "decepciona fins i tot els Trekkies". A.O. Scott va desestimar la pel·lícula a The New York Times: "És una feina poc inspirada, i l'aparició freqüent de flaixos de lents blaves no fa que aquesta pel·lícula sigui més una declaració personal". Nicholas Meyer, director de Star Trek 2: La còlera del Khan (de la qual la pel·lícula pren prestades i refà algunes escenes), va revelar el 2018 que havia quedat decebut amb la pel·lícula. Va ser citat dient:
| « | Segons la meva visió artística, si vols fer un homenatge, has d'afegir alguna cosa. Has de donar-hi una altra capa, i no ho van fer. Només posar les mateixes paraules a la boca de diferents personatges no suma res, i si tens algú que mor en una escena i ressuscita immediatament després, no hi ha cap drama real. Simplement es converteix en un truc o una estratagema, i això és el que vaig trobar que era, en última instància. | » |

La pel·lícula va ser criticada per una escena amb el personatge de l'actriu Alice Eve, Carol Marcus, en roba interior, que va ser qualificada de "totalment innecessària" i "gratuïta". El guionista i productor Damon Lindelof es va disculpar a Twitter per l'escena: "Assumeixo la responsabilitat i seré més conscient en el futur". A Conan, Abrams Abrams va abordar el tema debutant amb una escena eliminada del personatge de l'actor Benedict Cumberbatch, Khan, dutxant-se. Eve va abordar la controvèrsia de la roba interior en una convenció de "Star Trek" de Las Vegas del 2013 i va dir: "No sabia que causaria tant enrenou. No em vaig sentir explotada".

#### Acusacions de blanquejament
La segona, on Benedict Cumberbatch interpretava Khan, em va semblar desafortunada. Benedict Cumberbatch és un actor meravellós. M'encanta tot el que ha fet, però si havia d'interpretar aquest personatge, J.J. l'hauria d'haver convertit en un personatge original que fos únic per a ell. Perquè el personatge de Khan va aparèixer per primera vegada a la nostra sèrie de televisió, "Llavor espacial" i Ricardo Montalbán va ser sensacional a la nostra segona pel·lícula —ell era el personatge principal, La còlera del Khan, ja saps! L'altre pensament que Gene Roddenberry sempre tenia al cap —i aquesta era la seva filosofia— era abraçar la diversitat d'aquest planeta. 
Malgrat l'aclamada actuació de Cumberbatch, Christian Blauvelt de Hollywood.com va criticar l'elecció de l'actor com a Khan Noonien Singh, dient que el personatge havia estat "emblanquit fins a l'oblit", ja que Khan és explícitament un personatge no blanc al cànon de Star Trek (introduït com a sikh i antic governant de gran part de l'est d'Euràsia). Hi ha hagut acusacions similars de blanquejament per part dels fans i pels sikhs estatunidencs, alhora que l'actor de Star Trek: Voyager Garrett Wang va tuitejar "El càsting de Cumberbatch va ser un error per part dels productors. No estic criticant l'actor ni el seu talent, només el càsting". George Takei, el Hikaru Sulu original, també estava decebut amb el càsting, ja que pensava que hauria estat millor escollir Cumberbatch no com un dolent establert com Khan, sinó com un personatge nou.
A Trekmovie.com, el coproductor i coguionista Bob Orci va parlar sobre el càsting de Khan: "Bàsicament, a mesura que anàvem pel procés de càsting i començàvem a perfeccionar els temes de la pel·lícula, em va resultar incòmode donar suport a la demonització de qualsevol persona de color, especialment qualsevol persona d'ascendència de l'Orient Mitjà o qualsevol persona que ho evoqués. Un dels punts de la pel·lícula és que hem de tenir cura amb el dolent que hi ha dins de NOSALTRES, no amb alguna altra raça".
Posteriorment s'ha creat un còmic dins del cànon per retornar el canvi de raça de Khan a la pel·lícula, fins ara inexplicable.

#### Retrospectiva de J.J. Abrams
En una entrevista amb Buzzfeed dos anys després de l'estrena de la pel·lícula, Abrams va abordar algunes de les deficiències de la pel·lícula. Va pensar que la dinàmica de la relació entre Kirk i Spock a la pel·lícula "no era realment clara". Per mantenir la identitat de Khan en secret abans de l'estrena de la pel·lícula, Abrams va sentir que "estava intentant preservar la diversió per al públic, i no només dir-los alguna cosa que els personatges no aprenen durant 45 minuts a la pel·lícula, perquè el públic no s'hi acostés tant". Al final, Abrams va reconèixer que:
| « | hi havia certes coses de les quals no estava segur […] Qualsevol pel·lícula […] té una conversa fonamental que té lloc durant ella. I [per a Into Darkness,] no la tenia […] [Els problemes amb la trama] no van ser culpa de ningú més que meva, o, francament, un problema de ningú més que meu. [El guió] era una petita col·lecció d'escenes que van ser escrites pels meus amics […] I, tanmateix, em vaig trobar frustrat per les meves decisions i incapaç de seguir un fil conductor innegable de la història principal. Així que em vaig trobar en aquella pel·lícula bàsicament ballant claqué tan bé com vaig poder per intentar fer les seqüències el més entretingudes possible […] Mai diria que no crec que la pel·lícula acabés funcionant. Però crec que no va funcionar tan bé com podria haver funcionat si hagués pres millors decisions abans de començar a rodar. | » |

### Reconeixements
Star Trek Into Darkness va obtenir 9 premis en cerimònies com els Premis de Música de Cinema i Televisió ASCAP, els Golden Trailer Awards i els Premis California on Location. Va tenir un total de 44 nominacions, amb el treball d'efectes visuals a la pel·lícula destacat pel nombre de nominacions a premis en aquesta categoria. A més, membres del repartiment com Cumberbatch, Quinto i Pine van ser nominats a diversos premis, i Cumberbatch va rebre el Premi Britannia a l'Artista Britànic de l'Any. Això va ser per les diverses pel·lícules en què va aparèixer durant el 2013, incloent-hi 12 anys d'esclavitud, Agost i El cinquè poder així com Star Trek Into Darkness. El nombre més gran de nominacions rebudes va ser de cinc, dels Premis Saturn, mentre que el nombre més gran de victòries va ser dels Premis Key Art, on la pel·lícula va rebre un Bronze i un Premi de plata.